# Aldo Bandini
Aldo Bandini (Firenze, 21 dicembre 1904 – Busto Arsizio, 24 dicembre 1980) è stato un calciatore italiano, di ruolo attaccante.
Fratello maggiore di Piero, era pertanto conosciuto anche come Bandini I.

## Carriera
Con il Livorno giocò a partire dal 1921-1922 per otto stagioni in massima serie, diventata Divisione Nazionale dal 1926-1927, disputando dal 1923 in poi 54 gare e segnando 11 reti.
Si trasferì quindi alla Bagnolese, dove rimase fino al 1936.